# Chinesenspiel

Spielbrett des Chinesenspiels

Das Chinesenspiel ist ein von Pachisi abstammendes Brettspiel, das im 19. Jahrhundert im Kontext der Chinoiserie in Deutschland als Kinderspiel bekannt war. Es ist heute wieder verschwunden und man findet Spielbretter nur noch in Museen oder als Nachbauten.

## Spielmaterial

Spielfigur

Das Spielbrett sieht aus wie eine Mischung aus Pachisi und Yut und hat somit Ähnlichkeit mit dem Spiel Fang den Hut. Es gibt für jeden der vier Spieler nur eine einzelne Spielfigur, die einem Chinesen nachempfunden ist, der einen Mantel trägt. Den Spielern sind die Farben Blau, Gelb, Grün oder Rot zugeordnet. Der verwendete Würfel zeigt keine Zahlen oder Augen, sondern hat vier Seiten in den vier Grundfarben und zwei weiße Seiten.

## Spielablauf
Die Spieler positionieren ihre Figuren in den Ecken, die farblich den Spielfiguren entsprechen. Ein Startspieler beginnt. Wenn er seine eigene Farbe gewürfelt hat, darf er seine Spielfigur ein Feld nach vorne bewegen. Zeigt der Würfel eine weiße Farbe, so darf er nicht ziehen, aber nochmals würfeln. Hat er die Farbe eines Gegners gewürfelt, so geht der Würfel an den nächsten Spieler. Gezogen werden die Figuren einmal an den Seiten um das Feld herum und dann entlang der eigenen Treppe bis in die Mitte des Feldes. Wer als erstes beim mittleren Zielfeld ankommt, hat gewonnen.